# کردیت سزن
کردیت سِزُن (ژاپنی: 株式会社クレディセゾン Kredit Sezon) شرکت خدمات مالی ژاپنی است، که در سال ۱۹۴۶ تأسیس شد. این شرکت، صادرکننده کارت‌های اعتباری مانند ویزا کارت و مسترکارت، با برند خودش در ژاپن است.